# Epidendrum spicatum
Epidendrum spicatum är en orkidéart som beskrevs av Joseph Dalton Hooker. Epidendrum spicatum ingår i släktet Epidendrum och familjen orkidéer.
Artens utbredningsområde är Galápagosöarna. Inga underarter finns listade i Catalogue of Life.